# Daina Taimiņa
Daina Taimiņa, née le 19 août 1954, est une mathématicienne letto-américaine, maître de conférences à l'université Cornell, connue comme vulgarisatrice scientifique et pour avoir réalisé au crochet des objets pour illustrer la géométrie du plan hyperbolique.

## Biographie
Daina Taimiņa fait ses études à l'université de Lettonie, à Riga, dont elle est diplômée summa cum laude en 1977. Elle poursuit ses études en informatique théorique, sous la direction de Rūsiņš Mārtiņš Freivalds. À cette époque et en raison de la situation politique du pays alors occupé par l'Union soviétique, une thèse de doctorat devait être soutenue en dehors de la Lettonie, aussi a-t-elle soutenu sa thèse, intitulée Behavior of Different Types of Automata and Turing Machines on Infinite Words à Minsk en 1990, et son doctorat lui a été délivré par l'Institut de mathématiques de l'Académie nationale des sciences de Biélorussie. Après que la Lettonie a recouvré son indépendance en 1991, Taimiņa obtient la reconnaissance de son doctorat en mathématiques par l'université de Lettonie, où elle enseigne ensuite pendant 20 ans. Elle rejoint le département de mathématiques de l'université Cornell en décembre 1996.

### Crochet hyperbolique

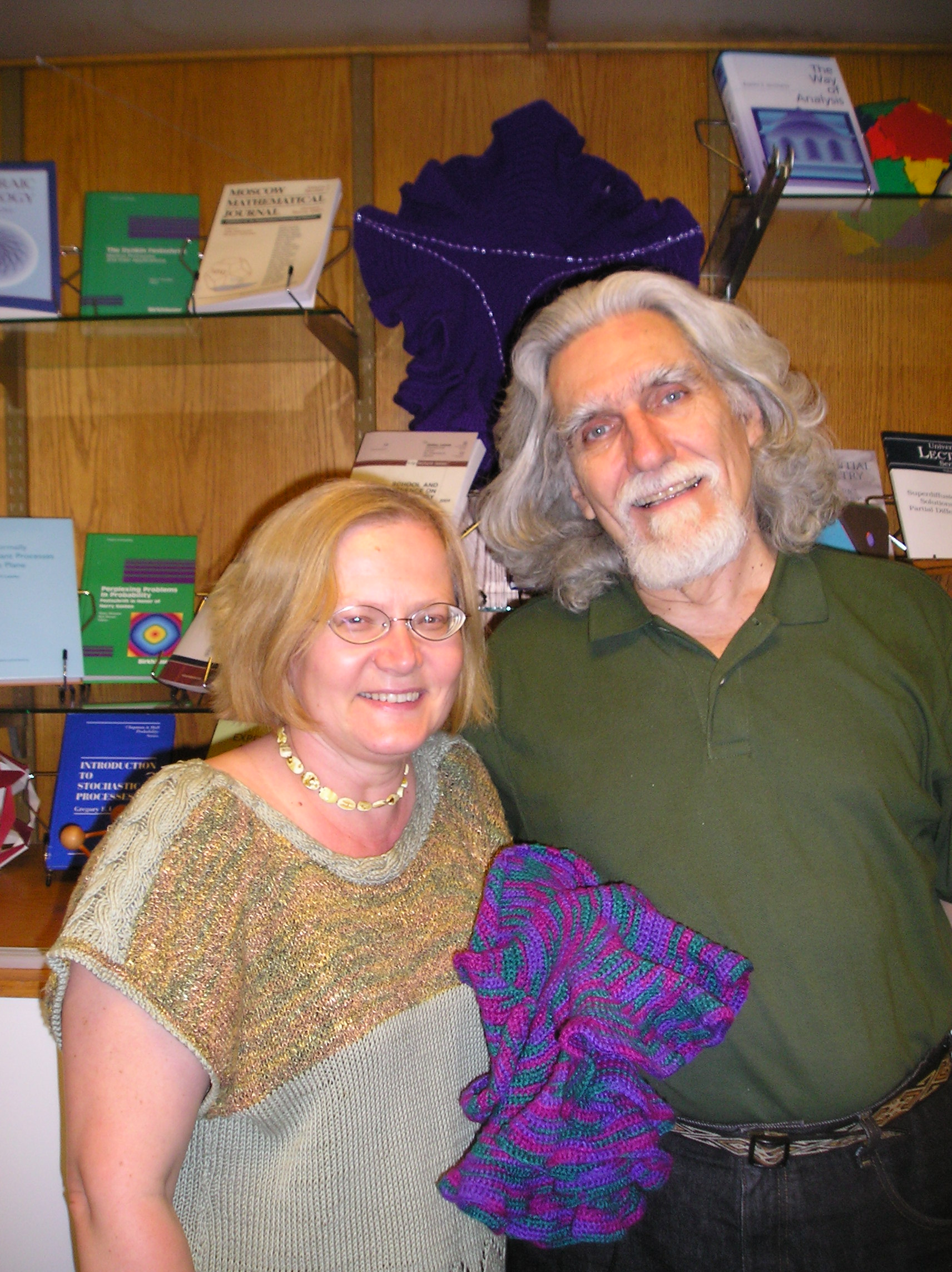
Daina Taimina, son époux géomètre David W. Henderson et un plan hyperbolique en crochet.

Alors qu'elle assistait à un atelier de géométrie en 1997, elle voit des modèles éphémères, réalisés en papier, de plans hyperboliques, conçus par le géomètre William Thurston. Elle décide alors de fabriquer des modèles plus durables, qu'elle réalise au crochet. En raison du succès de son initiative, elle est invitée, avec son mari David W. Henderson, également professeur de mathématiques à Cornell, à faire une présentation lors d'un atelier à Cornell. De nouveaux modèles mathématiques créés au crochet sont proposés dans trois manuels de géométrie qu'ils ont écrits ensemble, dont le plus connu est Experimental Geometry: Euclidean et non-Euclidean with History.
Un article sur l'innovation de Taimiņa publié dans New Scientist est remarqué par l'Institute For Figuring, une petite organisation à but non lucratif basée à Los Angeles, et elle est invitée à parler de l'espace hyperbolique et de ses liens avec la nature à un public qui comprenait des artistes et des producteurs de films. La conférence initiale de Taimiņa et d'autres présentations publiques qui ont suivi ont suscité un large intérêt pour cette nouvelle façon tactile d'explorer les concepts de la géométrie hyperbolique, rendant ce sujet scientifique spécialisé accessible à un large public. Créant à l'origine des modèles purement mathématiques, Taimiņa acquiert une notoriété d'artiste de fibres et de vulgarisatrice des mathématiques pour un public âgé de cinq ans et plus. En juin 2005, son travail est présenté comme œuvre d'art dans une exposition « Not The Knitting You Know » à Eleven Eleven Sculpture Space, une galerie d'art de Washington. Depuis lors, elle participe régulièrement à diverses expositions dans des galeries aux États-Unis et à l'étranger. Ses œuvres font partie des collections d'institutions éducatives et de particuliers, et sont incluses dans la collection de modèles mathématiques américains du Smithsonian Museum, du Cooper–Hewitt, Smithsonian Design Museum et de l'Institut Henri-Poincaré.
Son travail a suscité un grand intérêt dans les médias. Il est décrit dans « Knit Theory » dans le magazine Discover et dans The Times, expliquant comment un plan hyperbolique peut être tricoté en augmentant le nombre de points: 
Margaret Wertheim a interviewé Daina Taimiņa et David Henderson pour Cabinet Magazine. Plus tard, l'Institute For Figuring a publié une brochure « A Field Guide to Hyperbolic Space ». En 2005, l'IFF a décidé d'intégrer les idées et l'approche de Taimiņa pour expliquer l'espace hyperbolique dans sa mission de vulgariser les mathématiques, et a organisé une exposition à la galerie Machine Project, qui a fait l'objet d'un article dans le Los Angeles Times. La façon dont Taimiņa explore l'espace hyperbolique via le crochet et les connexions avec la nature, combattant la phobie des mathématiques, a été adaptée par Margaret Wertheim dans ses exposés et a connu un grand succès dans le projet sur les récifs coralliens, « Hyperbolic Crochet Coral Reef project » organisé par l'IFF.

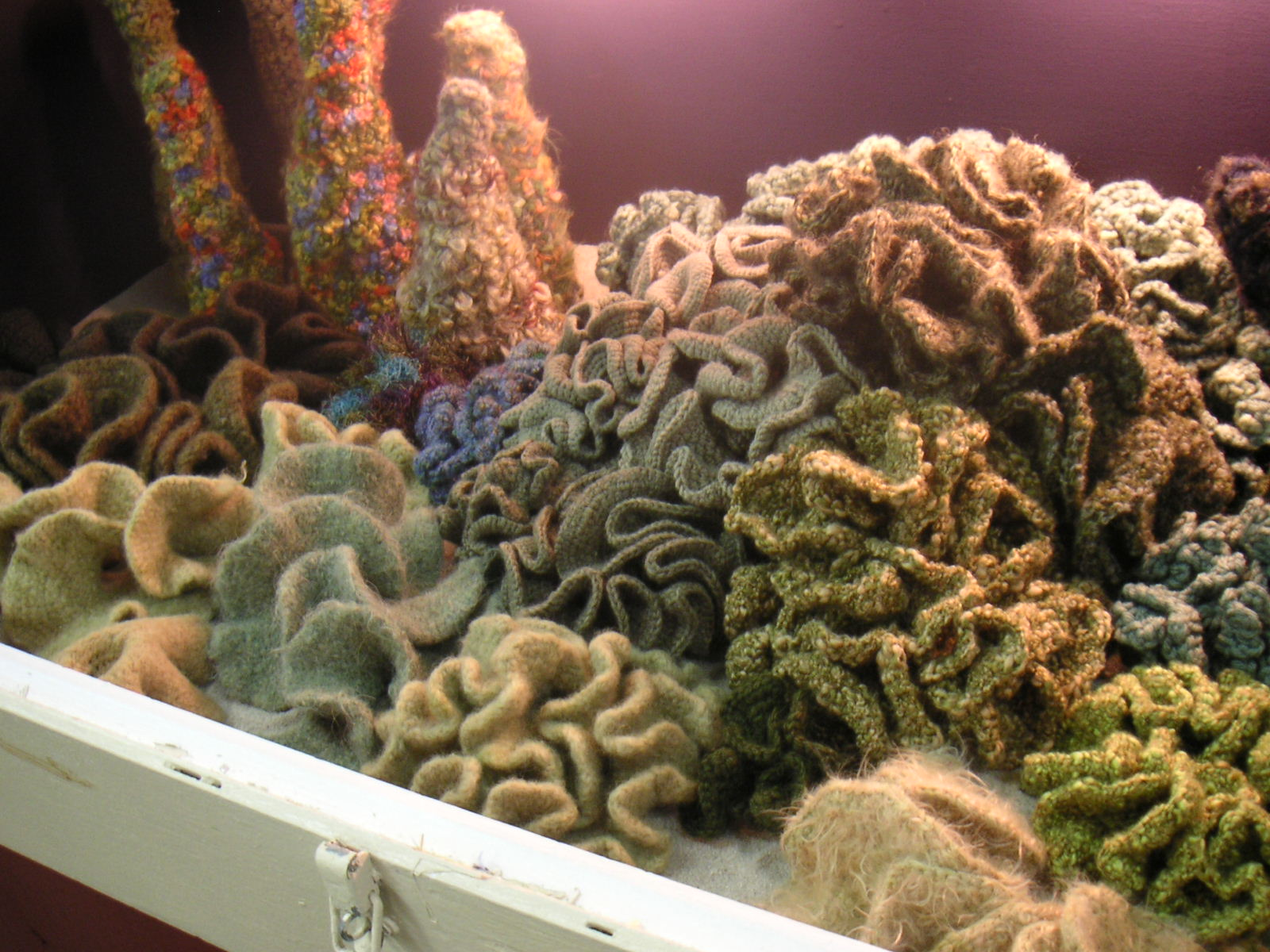
Récif corallien en crochet.

## Publications
- Crocheting Adventures with Hyperbolic Planes (AK Peters, Ltd., 2009,  (ISBN 978-1-56881-452-0))[9] a remporté le prix du Prix Bookseller/Diagram 2009 du titre le plus étrange de l'année.

Son ouvrage a remporté le prix Euler du livre 2012 de la Mathematical Association of America.
Daina Taimiņa a également contribué au livre de David W. Henderson, Differential Geometry: A Geometric Introduction (Prentice Hall, 1998) et a écrit avec lui Experimental Geometry: Euclidean and Non-Euclidean with History (Prentice Hall, 2005).

## Voir également